# Place du Lycée
La place du Lycée est un lieu public de la ville de Colmar, en France.

## Situation et accès
Cette place publique est située dans le quartier centre.
On y accède par la rue du Lycée ou la place des Six-Montagnes-Noires.
Cette place n'est pas desservie par les bus de la TRACE.